# イヴェコ・デイリー
デイリー（DAILY）は、イタリアの商用車メーカー、イヴェコにより1978年から製造・販売される商用車である。1983年までは「フィアット・デイリー」としても販売された。競合車種であるフィアット・デュカトはユニボディが採用されるのに対し、本車はより大型の商用車に多く採用される独立式ラダーフレームが採用される。本車はロンバルディア州マントヴァ近郊に位置するイヴェコ・スッザーラ工場において製造されており、同社は製造ラインの改良に多額の投資も行った。
本車は同社の現行車種の中では最も長い歴史を持ち、40年以上に渡り300万台以上が販売された。

## 初代（1978年 - 1990年）

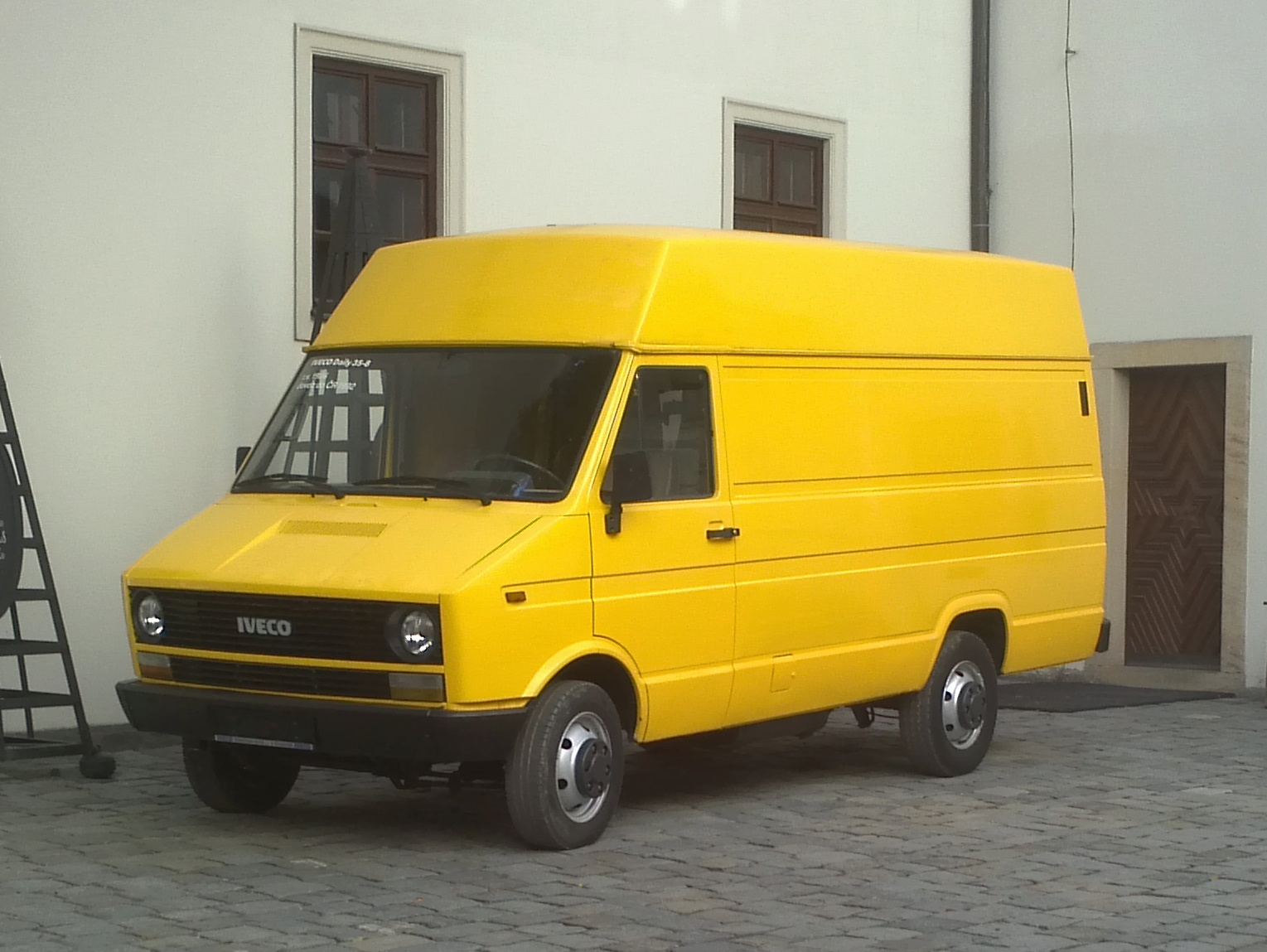
1989年式初代デイリー 35-8 バン

1978年、イタリアの自動車メーカー、フィアットは『デイリー』と言う画期的な商用車を発表。旧型であるフィアット・242及びフィアット・616の後継車種となり、堅牢さと多用途性を高く評価したユーザーから好評を博した。パネルバン、キャブ付シャシ、ダブルキャブ等、用途別の仕様を多数用意。
発表当初、フィアット・デイリー、OM・グリンタ、OM・ターボグリンタ、イタリア市場ではアルファロメオ・AR8、フランス市場ではユニック・デイリー、ドイツ市場ではマギルス・デイリーとして販売されており、スイス市場では1982年までグリル右下部に小さく『IVECO I』と印字され、デイリー/グリンタとしてザウラー-フィアット及びザウラー-OMからも販売された。1982年から1983年にかけては、グリル中央にIVECOと印字されるが、フィアットやユニックではグリル右下部へ移設された。
初代デイリーは35（GVW 3.5トン）と50（GVW 5トン）の2タイプがラインナップされた。デイリー50は17 m³の荷室容量を有していた。1985年、ターボディーゼルを搭載した「ターボデイリー」が発売された。また、アルファロメオ向けバッジエンジニアリング車が「AR 8」の車名として販売された。

### エンジン
- 2.5 L ディーゼル 72 hp@4,200 rpm、141 Nm@2,400 rpm
- 2.5 L ターボディーゼル 95 hp@4,100 rpm、217 Nm@2,300 rpm
- 2.5 L ディーゼルI.D. 75 hp@4,200 rpm、160 Nm@2,200 rpm

## 2代目（1990年 - 2000年）

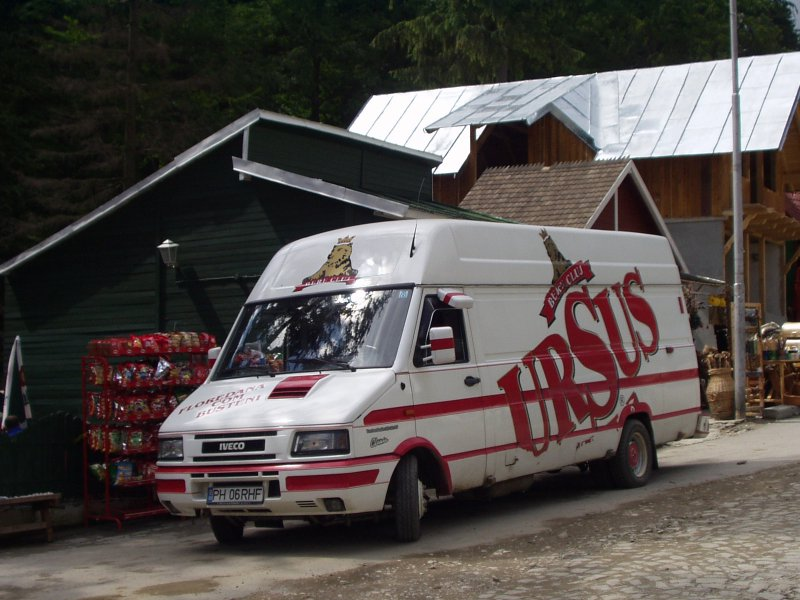
2代目デイリーバン

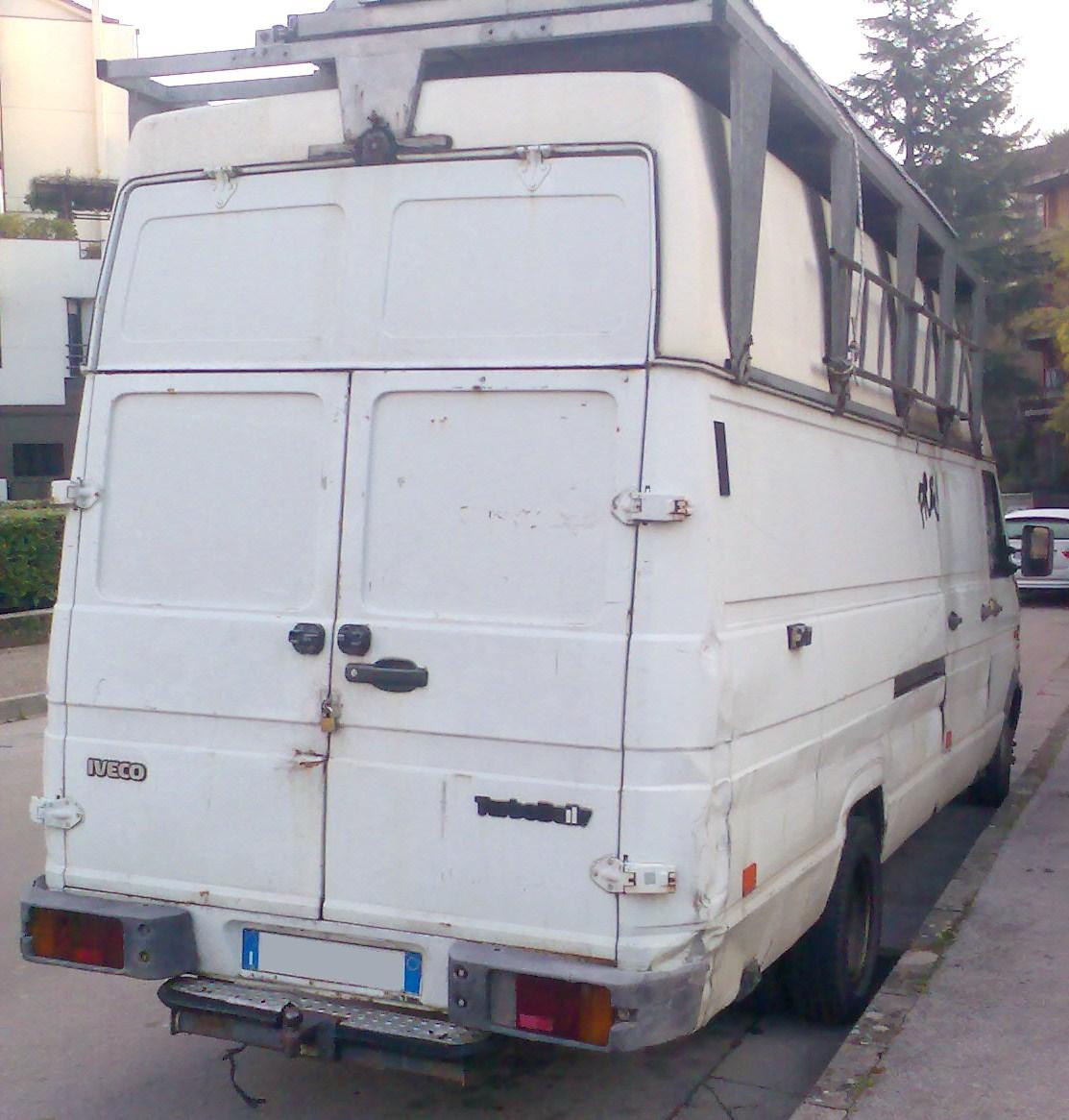
2代目デイリーバン（リア）

2代目デイリーは1990年に発表された。キャブが一新され、エンジンがソフィム製の2.5 Lディーゼルに変更された。1986年に欧州フォードの商用車合弁事業をイヴェコが引き継ぐと、フォード・トランジットと直接競合するデイリー3.5トン車はまもなく英国市場から消え、残った4.0トン以上の車種が「イヴェコ-フォード」ブランドで販売された。デイリーはトランジットとは何の関係もない。
2代目は1996年にフェイスリフトを受けた。外観上の変更は小規模に留まるが、エンジンは2.8 Lになり、76 kW (103 hp) を発揮した。また、GVW 6.4トンの59-12（シャシーキャブとパネルバン）と59-13（ミニバス）モデルが登場し、四輪駆動車も追加された。

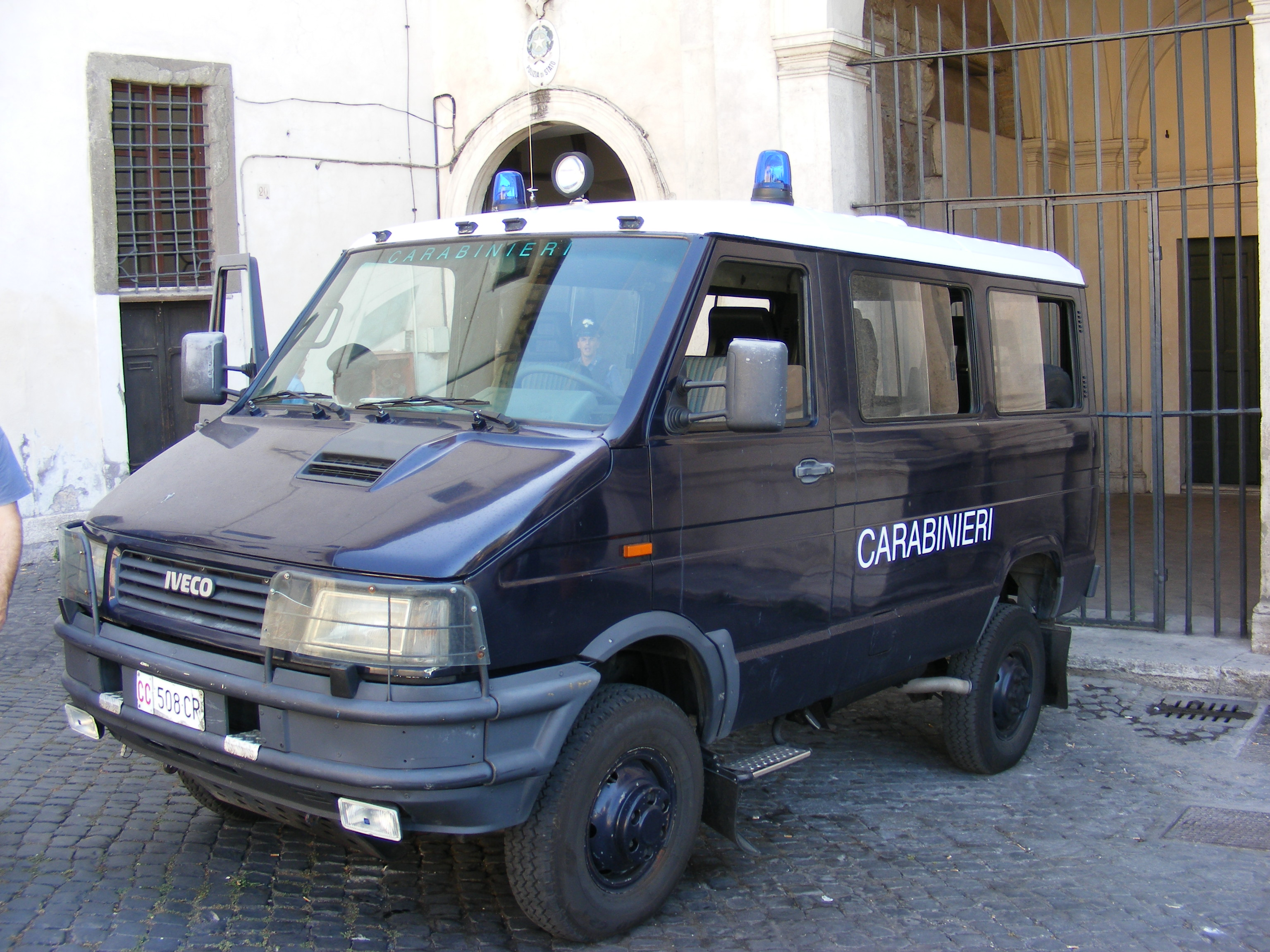
カラビニエリで使用されているデイリー4x4バン

### エンジン
- 2.5 L ディーゼル 75 hp@4,200 rpm
- 2.5 L ターボディーゼル 103 hp@3,800 rpm
- 2.5 L TDI 115 hp@4,000 rpm
- 2.8 L ディーゼル 85 hp
- 2.8L ターボディーゼル 103 hp@3,600 rpm
- 2.8 L TDI 118 hp@3,600 rpm

## 3代目（2000年 - 2006年）

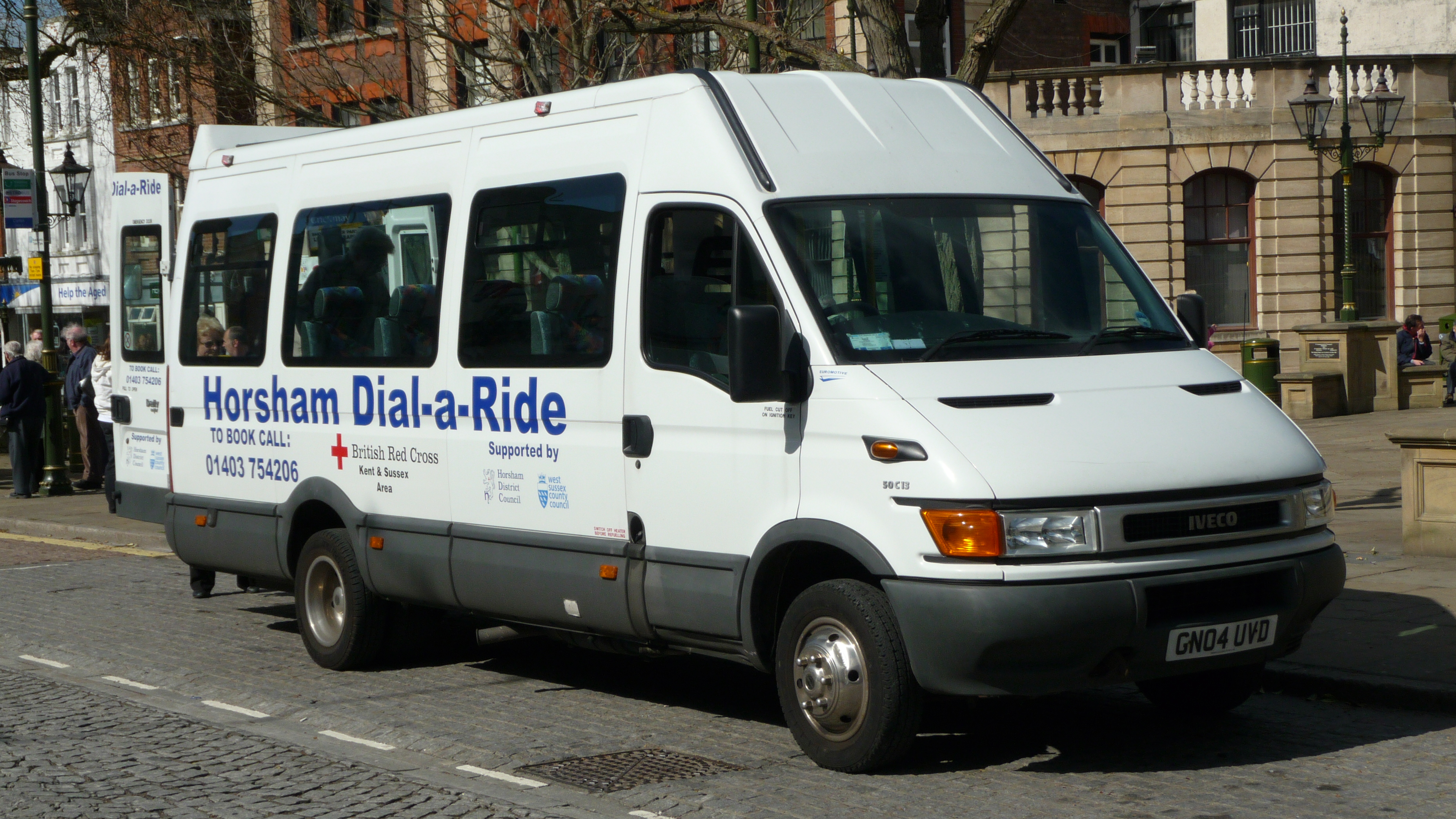
3代目デイリーのミニバス仕様

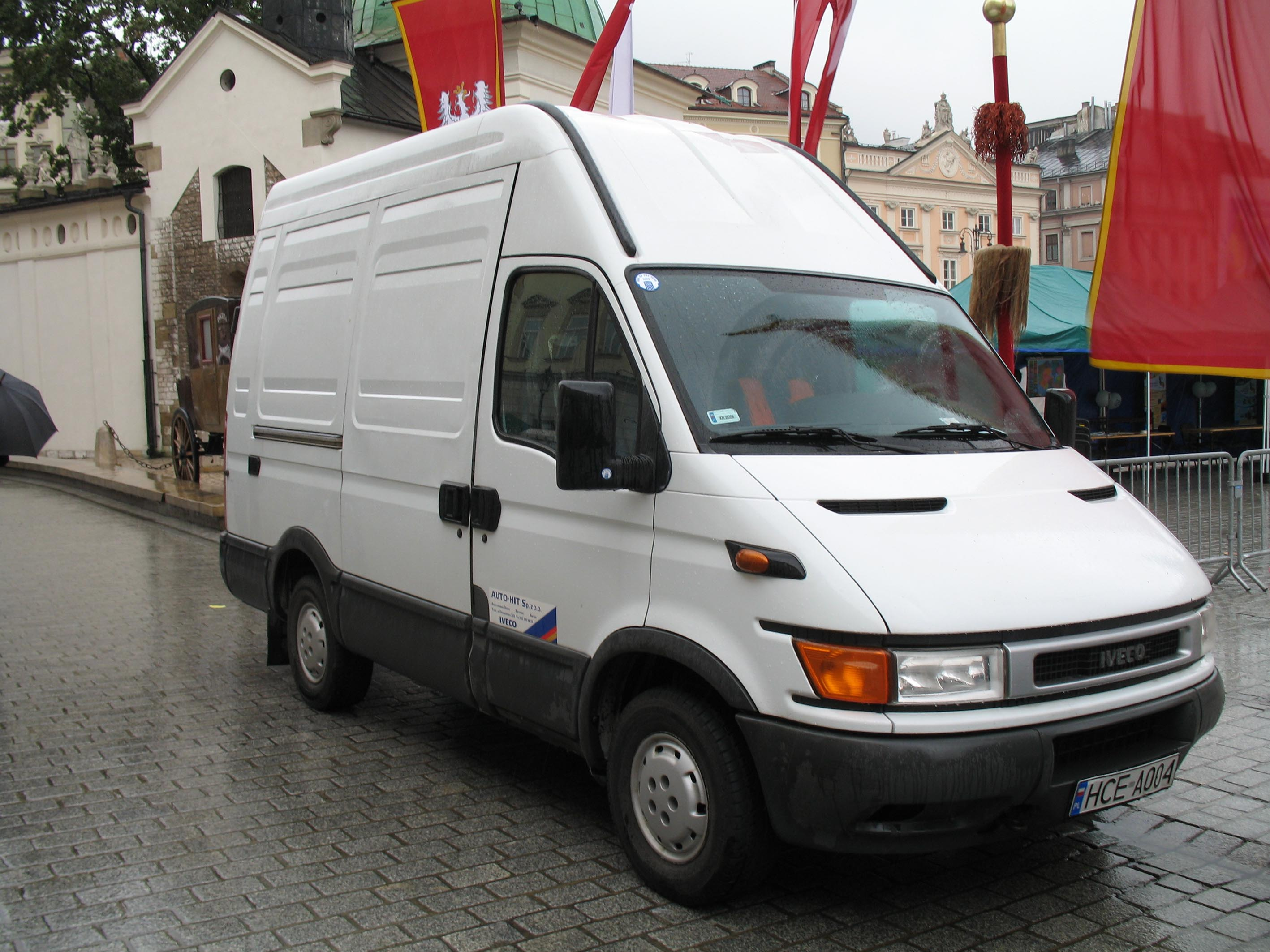
3代目デイリーバン（フロント）

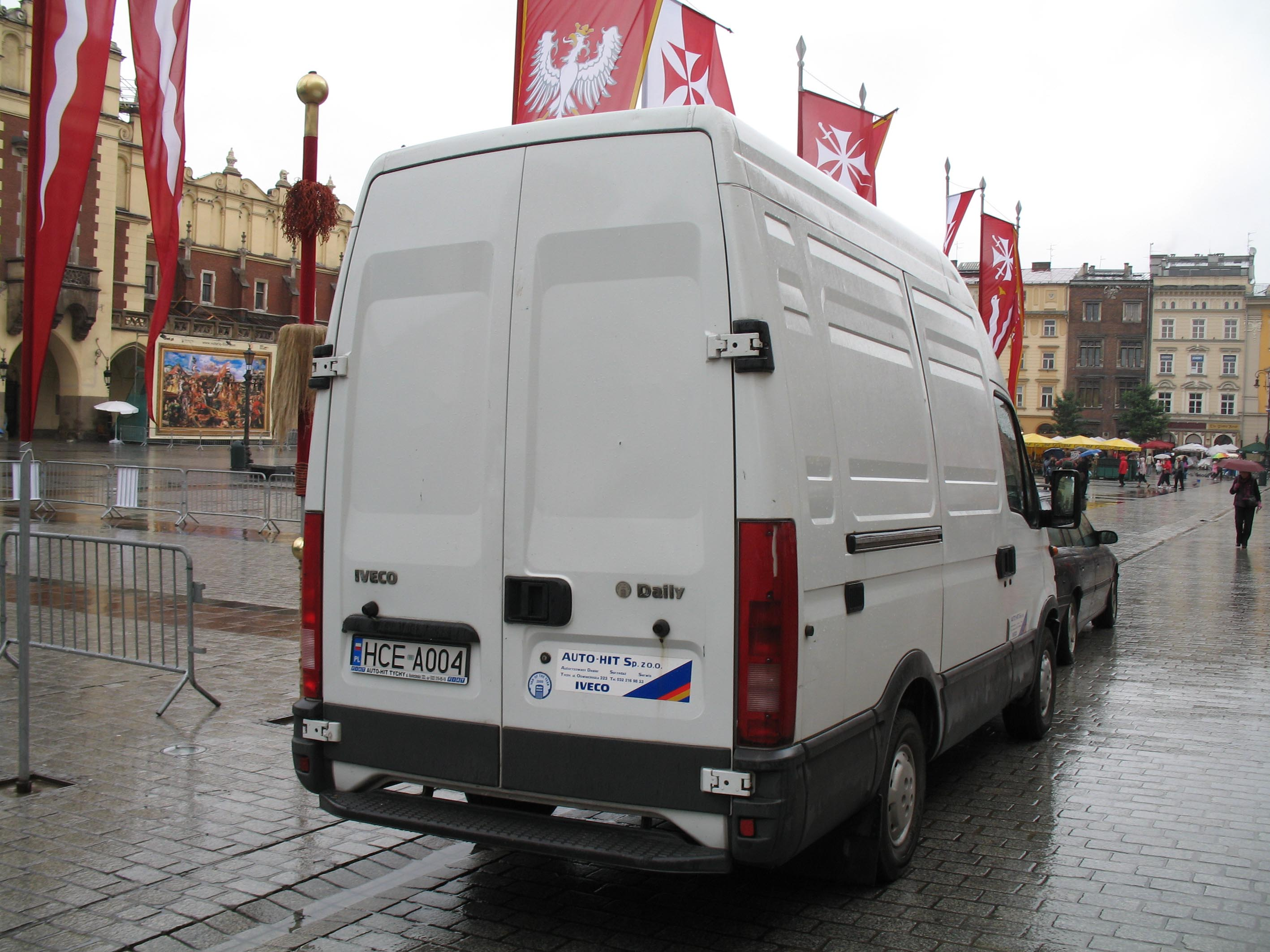
3代目デイリーバン（リア）

ターボデイリーの名は全車Unijet（コモンレール）ターボディーゼル搭載となったときに消滅した。AMT付きの「アジャイル」とCNG（圧縮天然ガス）仕様が新たに設定され、GVW6.5トン車（デイリー65）と2.8トン車（デイリー28）がラインナップに加わった。3代目デイリーは2000年のバン・オブ・ザ・イヤーを受賞した。

### エンジン
当初は8140型2.8 Lが3種類設定されていた。ほとんど売れなかった自然吸気ディーゼルの66 kW (90 hp) 版、インタークーラー付ターボディーゼルの78 kW (106 hp) 版、さらにコモンレール式の92 kW (125 hp) 版である。3つ目は可変ジオメトリーターボを採用した107 kW (146 hp) 版に置き換えられた。
2003年には第2世代のコモンレールディーゼルであるF1A型2.3 Lエンジンが登場し、74 kW (101 hp) 版と88 kW (120 hp) 版が設定された。翌2004年にはF1Aをベースにタイミングチェーンを採用した新しいF1C型3.0 Lが登場し、100 kW (136 hp) 版と122 kW (166 hp) 版が設定された。この時に旧型の8140型エンジンは完全にラインナップから消滅した。

### トランスミッション
88 kW (120 hp) には5速MTが、より高出力のエンジンには6速MTがそれぞれ設定された。さらに「アジャイル」には電子/油圧制御式のAMTが組み合わせられた。

## 4代目（2006年 - 2011年）
2006年5月10日発売開始。

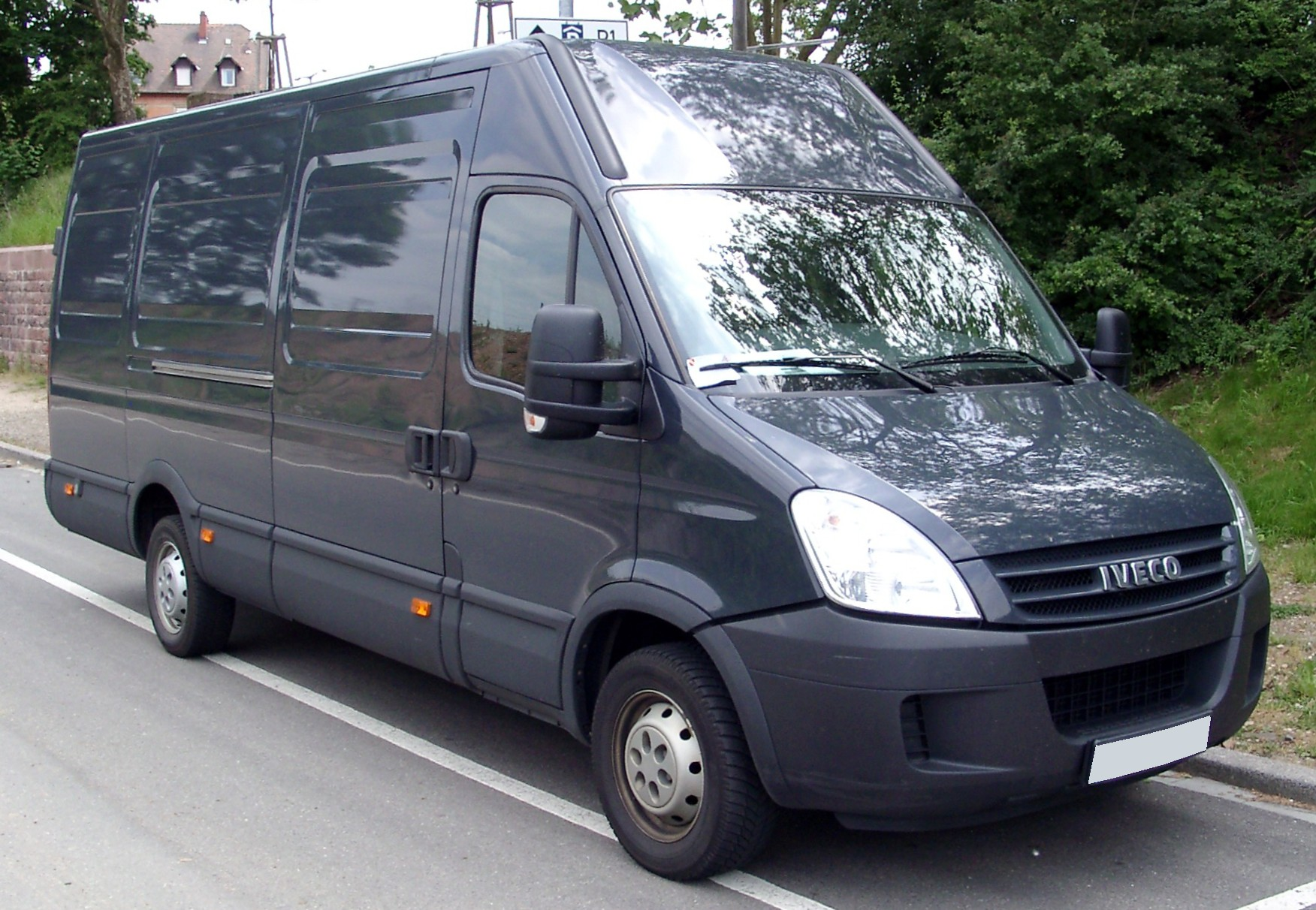
4代目デイリーバン（フロント）

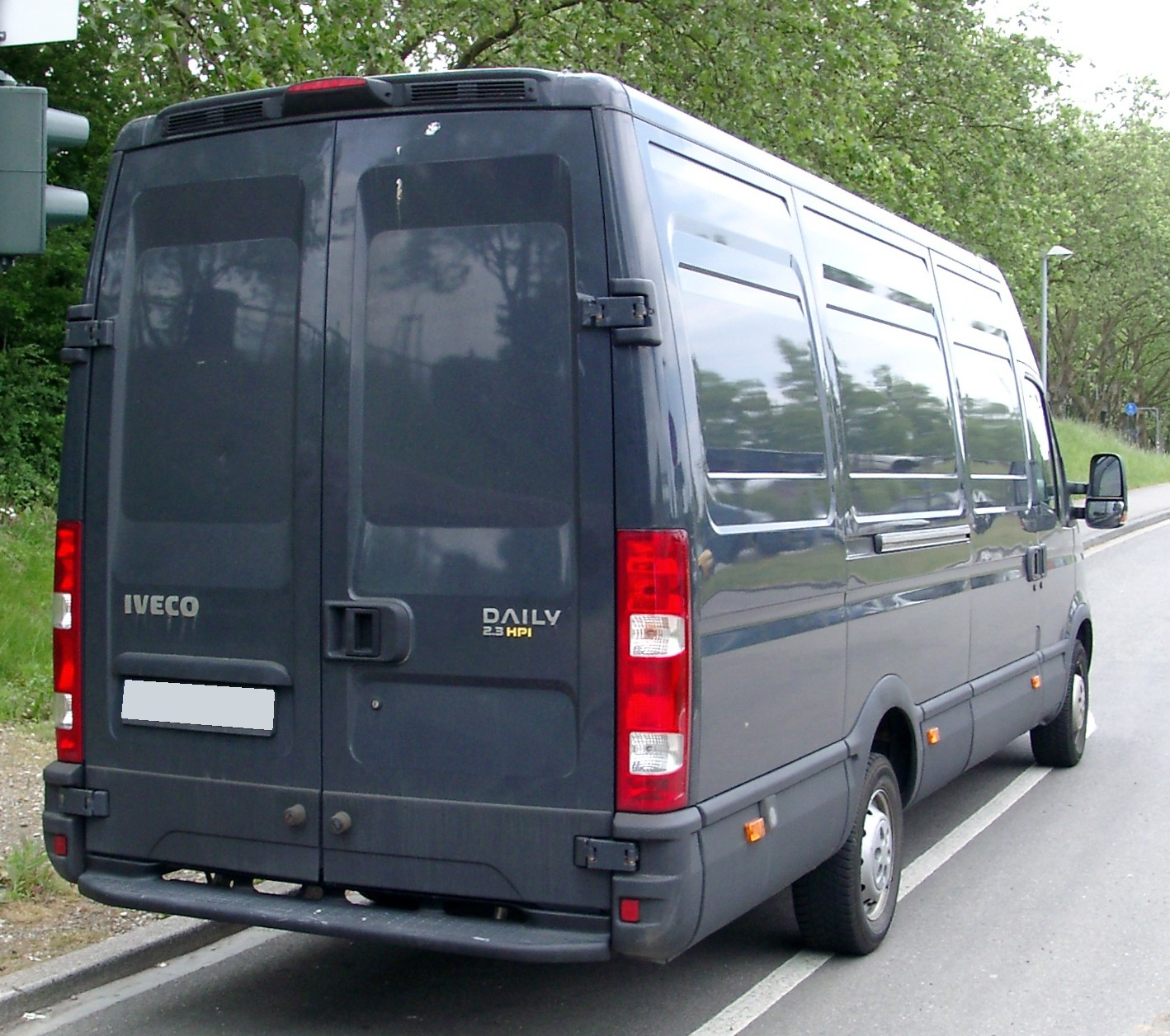
4代目デイリーバン（リア）

ジョルジェット・ジウジアーロによってデザインされた。バン、キャビンクルーザー、コンビ、ミニバス、アジャイル、CNGの6タイプが用意される。ミニバスはイリスバスブランドでも販売された。いくつかのモデルはクリーンエンジンを搭載し、「イヴェコ・エコデイリー」としてヨーロッパで販売された。
2007年には2000年以来初めてとなる4x4版のデイリーが発売開始された。SCAMとの共同開発によるこの車種はシングルキャブ版（ホイールベース3,050 mmまたは3,400 mm）およびダブルキャブ版（ホイールベース3,400 mm）がラインナップされた。車両総重量は3,500 kgから5,500 kgとなる。

### エンジン
- 2.3L HPI 71 kW (96 PS)
- 2.3L HPI 85 kW (116 PS)
- 2.3L HPT 66 kW (90 PS)
- 3.0L HPI 107 kW (146 PS)
- 3.0L HPT 129 kW (176 PS)
- 3.0L CNG 100 kW (136 PS)

## 5代目（2011年 - 2014年）
2011年6月29日発表、9月発売開始。

### エンジン

#### EURO 5準拠
- F1A型 2.3L 78 kW (106 PS)/270 Nm
- F1A型 2.3L 93 kW (126 PS)/320 Nm
- F1A型 2.3L 107 kW (146 PS)/350 Nm
- F1C型 3.0L 107 kW (146 PS)/350 Nm
- F1C型 3.0L 126 kW (170 PS)/400 Nm
- F1C型 3.0L 150 kW (205 PS)/470 Nm

#### EEV
- F1C型 3.0L 107 kW (146 PS)/370 Nm
- F1C型 3.0L 126 kW (170 PS)/400 Nm
- F1C型 3.0L CNG 100 kW (136 PS)/350 Nm

## 6代目（2014年 - ）
2014年4月7日発表、6月発売開始。
製造はイタリア・スッザーラ工場およびスペイン・バリャドリッド工場にて行われる。

### エンジン

#### EURO 5準拠
- F1A型 2.3L 78 kW (106 PS)/270 Nm
- F1A型 2.3L 93 kW (126 PS)/320 Nm
- F1A型 2.3L 107 kW (146 PS)/350 Nm
- F1C型 3.0L 107 kW (146 PS)/350 Nm
- F1C型 3.0L 126 kW (170 PS)/400 Nm
- F1C型 3.0L 150 kW (205 PS)/470 Nm

#### EURO 6準拠
- F1C型 3.0L 107 kW (146 PS)/370 Nm
- F1C型 3.0L 126 kW (170 PS)/400 Nm
- F1C型 3.0L CNG 100 kW (136 PS)/350 Nm

## 派生型
- アナコンダ

デイリーのシャーシをベースに、四輪駆動化などの改造を施した軍用車両。オランダ軍で採用されている。